# E-skakklubben
E-skakklubben eller eSkak.dk er en dansk websted hvor skakspillere kan spille skak med hinanden og diskutere spillet og relaterede emner på sidens forum og chat-sider. E-skakklubben er oprettet som et privat initiativ af Brian Lundgaard i 2001, og har pr. 2006 over 1000 brugere, hvoraf normalt over 200 logger ind hver dag. Det er gratis at deltage i klubben, men klubbens medlemmer kan vælge at blive frivillige sponsorer ved at betale et sponsorat svarende til 50 øre pr. dag.
Der kan spilles enkeltstående partier og oprettes turneringer med op til 11 deltagere. Foruden de enkeltstående turneringer er der officielle klub-, knockout- og holdturneringer i E-skakklubben. Der er to typer partier: korttidspartier med betænkningstider fra 3 minutter til 2 timer pr. spiller eventuelt med op til 10 sekunders tillæg pr. træk, og langtidspartier med betænkningstider fra 5 til 120 dage pr. parti eller 14 dage pr. træk. Der udføres daglig typisk 4000-5000 træk i over 2000 igangværende langtidspartier pr. dag, og endnu flere træk i korttidspartier.